# Lophoptera plumbeola
Lophoptera plumbeola är en fjärilsart som beskrevs av George Francis Hampson 1912. Lophoptera plumbeola ingår i släktet Lophoptera och familjen nattflyn. Inga underarter finns listade i Catalogue of Life.